# Agelena nyassana
Agelena nyassana là một loài nhện trong họ Agelenidae.
Loài này thuộc chi Agelena. Agelena nyassana được Carl Friedrich Roewer miêu tả năm 1955.